# Sergio Santana
Sergio Alejandro Santana Piedra (ur. 10 sierpnia 1979 w Río Grande) – meksykański piłkarz występujący na pozycji napastnika lub skrzydłowego, reprezentant Meksyku.

## Kariera klubowa
Santana jest wychowankiem zespołu CF Pachuca, do którego seniorskiej drużyny został włączony jako dwudziestolatek przez szkoleniowca Javiera Aguirre. W meksykańskiej Primera División zadebiutował 7 maja 2000 w przegranym 2:4 meczu z Tolucą, natomiast pierwszego gola w najwyższej klasie rozgrywkowej strzelił 9 maja 2001 w wygranej 2:0 konfrontacji z Américą. W tych samych rozgrywkach, Verano 2001, zdobył ze swoją drużyną tytuł wicemistrza kraju, a także wspólnie z Melvinem Brownem otrzymał nagrodę dla odkrycia sezonu. Od tamtego czasu był podstawowym zawodnikiem Pachuki, w jesiennym sezonie Invierno 2001 notując z nią swoje pierwsze mistrzostwo Meksyku. W 2002 roku triumfował w najbardziej prestiżowych rozgrywkach północnoamerykańskiego kontynentu – Pucharze Mistrzów CONCACAF, natomiast podczas rozgrywek Apertura 2003 wywalczył z Pachucą kolejny tytuł mistrzowski, będąc kluczowym zawodnikiem w taktyce trenera Víctora Manuela Vuceticha. W 2004 roku zajął drugie miejsce w krajowym superpucharze – Campeón de Campeones, a barwy Pachuki reprezentował ogółem z sukcesami przez sześć lat.
Wiosną 2006 Santana za sumę 1,7 miliona dolarów przeszedł do jednego z najbardziej utytułowanych klubów w kraju – Chivas de Guadalajara. Tam od razu został jednym z najważniejszych zawodników drużyny i już w styczniu tego samego roku zajął z tą drużyną drugie miejsce w rozgrywkach kwalifikacyjnych do Copa Libertadores – InterLidze. W jesiennym sezonie Apertura 2006 wywalczył z Chivas trzecie w swojej karierze mistrzostwo Meksyku, zaś w 2007 roku dotarł z zespołem szkoleniowca José Manuela de la Torre do finału Pucharu Mistrzów CONCACAF. W Chivas występował ostatecznie przez trzy lata, notując udane występy, lecz nie potrafił do końca przekonać do siebie kibiców ekipy. Na początku 2009 roku został zawodnikiem prowadzonej przez De la Torre drużyny Deportivo Toluca, a w zamian jego dotychczasowy klub zasilił Sergio Amaury Ponce. Barwy tego zespołu reprezentował jednak tylko przez sześć miesięcy, nie odnosząc większych osiągnięć.
W lipcu 2009 Santana podpisał umowę z drużyną CF Monterrey, z którym już w pierwszym sezonie, Apertura 2009, zdobył swój czwarty tytuł mistrza Meksyku. W 2010 roku triumfował w rozgrywkach InterLigi, zaś podczas jesiennego sezonu Apertura 2010 wywalczył z ekipą prowadzoną przez trenera Víctora Manuela Vuceticha kolejne, już piąte w swojej karierze, mistrzostwo kraju. W 2011 roku po raz drugi triumfował także z Monterrey w Lidze Mistrzów CONCACAF, dzięki czemu kilka miesięcy później wystąpił w Klubowych Mistrzostwach Świata. Na japońskich boiskach jego drużyna spisała się jednak poniżej oczekiwań, zajmując dopiero piąte miejsce. Przez cały swój pobyt w Monterrey regularnie pojawiał się na ligowych boiskach, lecz często w roli rezerwowego, mając za konkurentów do gry w składzie piłkarzy takich jak Aldo de Nigris czy Humberto Suazo. Na początku 2012 roku przeniósł się do zespołu Club Atlas z siedzibą w Guadalajarze, gdzie bez większych sukcesów występował przez następne dwanaście miesięcy jako podstawowy zawodnik.
Wiosną 2013 Santana zasilił drużynę Monarcas Morelia, w której pełnił jednak niemal wyłącznie rolę rezerwowego, wobec czego już po upływie pół roku udał się na wypożyczenie do ekipy Chiapas FC z miasta Tuxtla Gutiérrez.
| Sezon     | Klub                  | Kraj   | Rozgrywki | Mecze | Bramki |
| --------- | --------------------- | ------ | --------- | ----- | ------ |
| 1999/2000 | CF Pachuca            | Meksyk | Liga MX   | 1     | 0      |
| 2000/2001 | CF Pachuca            | Meksyk | Liga MX   | 16    | 2      |
| 2001/2002 | CF Pachuca            | Meksyk | Liga MX   | 39    | 9      |
| 2002/2003 | CF Pachuca            | Meksyk | Liga MX   | 34    | 9      |
| 2003/2004 | CF Pachuca            | Meksyk | Liga MX   | 43    | 13     |
| 2004/2005 | CF Pachuca            | Meksyk | Liga MX   | 31    | 9      |
| 2005/2006 | CF Pachuca            | Meksyk | Liga MX   | 18    | 2      |
| 2005/2006 | Chivas de Guadalajara | Meksyk | Liga MX   | 20    | 2      |
| 2006/2007 | Chivas de Guadalajara | Meksyk | Liga MX   | 39    | 3      |
| 2007/2008 | Chivas de Guadalajara | Meksyk | Liga MX   | 39    | 16     |
| 2008/2009 | Chivas de Guadalajara | Meksyk | Liga MX   | 17    | 3      |
| 2008/2009 | Deportivo Toluca      | Meksyk | Liga MX   | 15    | 4      |
| 2009/2010 | CF Monterrey          | Meksyk | Liga MX   | 36    | 3      |
| 2010/2011 | CF Monterrey          | Meksyk | Liga MX   | 30    | 4      |
| 2011/2012 | CF Monterrey          | Meksyk | Liga MX   | 14    | 1      |
| 2011/2012 | Club Atlas            | Meksyk | Liga MX   | 15    | 0      |
| 2012/2013 | Club Atlas            | Meksyk | Liga MX   | 14    | 0      |
| 2012/2013 | Monarcas Morelia      | Meksyk | Liga MX   | 15    | 1      |
| 2013/2014 | Chiapas FC            | Meksyk | Liga MX   |       |        |

## Kariera reprezentacyjna
W seniorskiej reprezentacji Meksyku Santana zadebiutował za kadencji argentyńskiego selekcjonera Ricardo Lavolpe, 10 marca 2004 w wygranym 2:1 meczu towarzyskim z Ekwadorem. Premierowego gola w kadrze narodowej strzelił natomiast 6 października tego samego roku w wygranej 7:0 konfrontacji z Saint Vincent i Grenadynami, wchodzącej w skład udanych ostatecznie dla jego drużyny eliminacji do Mistrzostw Świata 2006. W tych samych rozgrywkach rozegrał ogółem cztery spotkania, zdobywając jeszcze trzy bramki; dwie w spotkaniu z Saint Kitts i Nevis (5:0) oraz jedną w rewanżu z tym samym rywalem (8:0). Swój bilans reprezentacyjny zamknął ostatecznie na dziesięciu rozegranych spotkaniach, w których pięciokrotnie wpisywał się na listę strzelców.